# 알프레트 테르므크르찬
알프레트 테르므크르찬(독일어: Alfred Ter-Mkrtchyan, 1971년 3월 19일~) 또는 알프레트 아이라페토비치 테르므크르찬(러시아어: Альфред Айрапетович Тер-Мкртчян, 아르메니아어: Ալֆրեդ Հայրապետի Տեր-Մկրտչյան 알프레트 하이라페티 테르므크르치얀)은 아르메니아 출신 독일의 전 레슬링 선수이다. 소련과 독립국가연합, 독일 국가대표 선수로 활동했다.
1992년 하계 올림픽 그레코로만형 플라이급에서 은메달을 획득했으며 세계 선수권 대회에서 금메달 1개, 동메달 4개, 유럽 선수권 대회에서 금메달 1개, 은메달 1개, 동메달 4개를 획득했다.